# Bronislovas Lubys
Bronislovas Lubys (8. oktober 1938 i Plungė i Litauen – 23. oktober 2011 i Druskininkai i Litauen) var en litauisk iværksætter, forretningsmand, tidligere litauisk premierminister og medunderskriver af lov om genoprettelse af Republikken Litauen. Lubys var administrerende direktør og hovedaktionær i den litauiske virksomhed Achema. Ifølge det litauiske tidsskrift Veidas var Lubys den rigeste indbygger i Litauen (per august 2008). Lubys døde af en blodprop under en cykeltur den 23. oktober 2011, i en alder af 73.